# Ion Coandă
Ion (Iancu) Coandă (n. 20 noiembrie 1860, Craiova, Principatele Unite ale Moldovei și Țării Românești – d. 1940, București, România) a fost un amiral român.
Fiu al lui Mihalache Coandă și al Theodorei Coandă (născută Theodoris), Ion Coandă era fratele generalului Constantin Coandă.

## Funcții militare
A fost trimis la specializare la "Școala de apărări submarine" de la Toulon. După absolvirea acesteia, a efectuat un stagiu de pregătire în cadrul escadrei marinei franceze din Marea Mediterană
Amiralul Ion Coandă a fost comandant pe navele Marinei Militare, fiind primul comandant al navei școală bricul Mircea și căpitan de port la Brăila. În 1896 a primit însărcinarea de a înființa Serviciul Maritim Român pe care l-a condus până în 1908.
Și-a reluat însărcinările cu caracter militar în timpul primului război mondial, având funcția de comisar al guvernului pe lângă armata de operațiuni din Delta Dunării, având o contribuție importantă la stabilizarea frontului pe cursul Dunării și al brațului Sfântul Gheorghe, după ocuparea Dobrogiei, împiedecând ocuparea deltei.
În 1927, a înființat Liga Navală Română împreună cu amiralul Vasile Scodrea, profesorul Mircea Ștefănescu, comandorul (viitor amiral) Ioan Bălănescu, comandorul Aurel Negulescu (care ca publicist semna cu pseudonimul Moș Delamare) și publicistul Mihail Neagu.